# حوزه انتخابیه هفتم نیوجرسی
حوزه انتخابیه هفتم نیوجرسی یک حوزه انتخابیه مجلس نمایندگان آمریکا است که در ایالت نیوجرسی قرار دارد.